# Fluviana

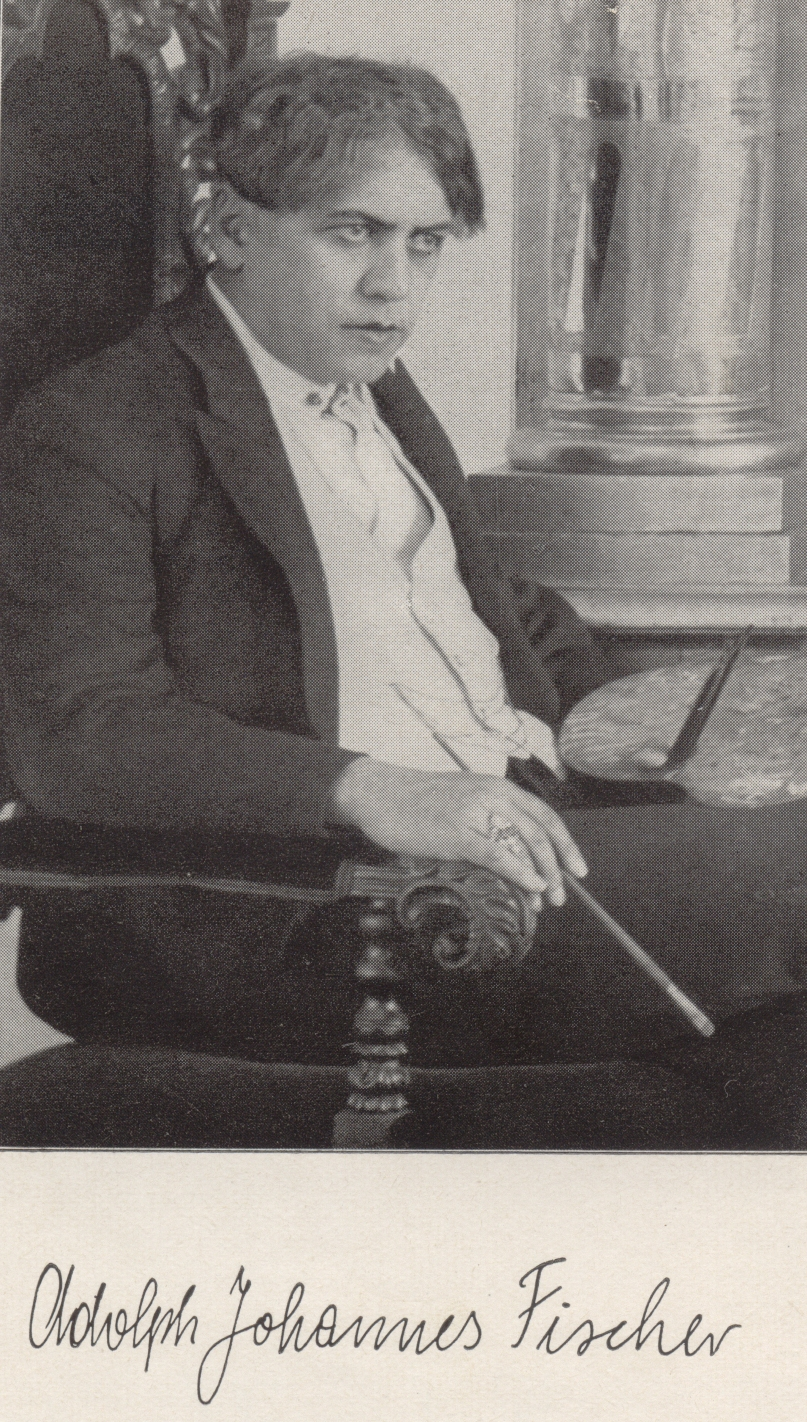
Adolph Johannes Fischer: Maler, Schriftsteller, Kunst-Sammler und Urheber der „Fluviana“-Fotografien

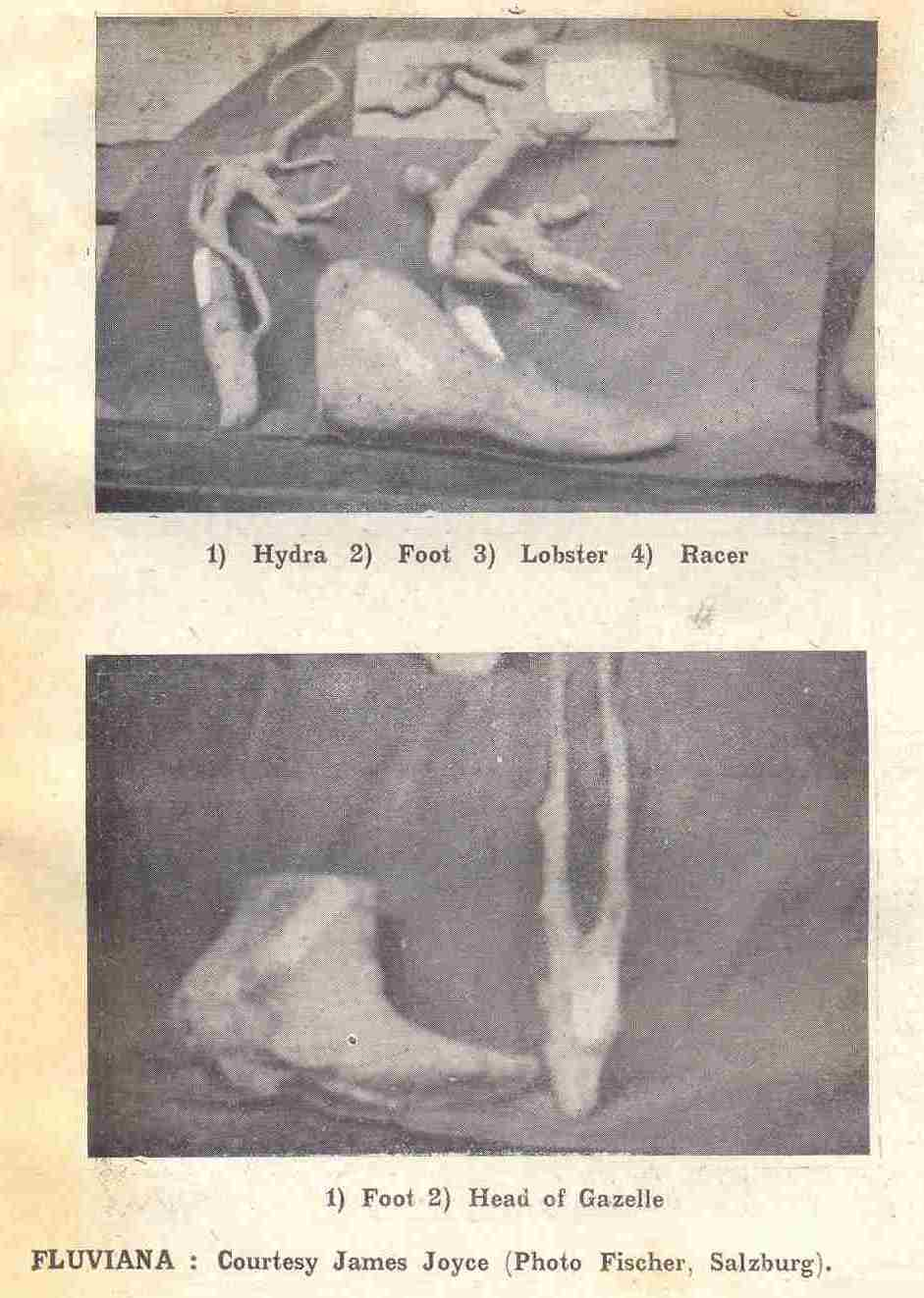
„FLUVIANA : Courtesy James Joyce (Photo Fischer, Salzburg).“

Fluviana lautet der Sammeltitel von vier Schwarz-Weiß-Fotografien des Salzburger Künstlers Adolph Johannes Fischer, die dank James Joyce’ Vermittlung 1929 in der Avantgarde-Zeitschrift „transition“ veröffentlicht wurden. Obwohl die Fotografien unter Fischers Namen veröffentlicht wurden, wurden sie seit 1974 von dem Kunsthistoriker Werner Spies, dem Germanisten Harald Weinrich und der Kunsthistorikerin Christa-Maria Lerm Hayes irrtümlich James Joyce zugeschrieben und zum Anlass genommen, Joyce zum Konzept- bzw. Objektkünstler zu stilisieren, der er nicht war. Schließlich stammen die Fotos der Schwemmgut-Exponate von Fischer, aber die fotografierten Schaustücke und deren Bezeichnungen von Johann Baptist Pinzinger, der die Strandgut-Exponate in seinem „Salzach-Museum“ in Raitenhaslach ausgestellt hatte.

## Entstehungsgeschichte der „Fluviana“

„FLUVIANA : Courtesy James Joyce (Photo Fischer, Salzburg).“

„Sketches by Franz Kafka, Courtesy Max Brod“ („transition“, Nr. 27 (1938))

1928 besuchte der in Salzburg urlaubende James Joyce gemeinsam mit dem Salzburger Maler, Schriftsteller und Kunst-Pädagogen Adolph Johannes Fischer das sogenannte „Salzach-Museum“ im bayerischen Raitenhaslach, wo Fischer einige der ausgestellten Strandgut- bzw. Schwemmholz-Exponate fotografierte. Vier von Fischers Schwarz-weiß-Fotografien wurden 1929 in der Avantgarde-Zeitschrift „transition“ veröffentlicht, dessen Inhaltsverzeichnis „Fischer“ als Urheber der Fotografien anführt: „FISCHER ... River Pictures“. Die Fotografien haben folgende Bildunterschriften: „1) Hydra 2) Foot 3) Lobster 4) Racer“, „1) Foot, 2) Head of Gazelle“, „Seal“ und „1) Foot 2) Lobster“.
Die summarische Bildunterschrift gibt mit der für Leihgaben üblichen Floskel zu verstehen, dass der Salzburger Fischer die „Fluviana“-Fotografien angefertigt hat, die „transition“ freundlicherweise von James Joyce zur Verfügung gestellt wurden: „FLUVIANA : Courtesy James Joyce (Photo Fischer, Salzburg)“. – Ähnlich hat der Herausgeber Eugene Jolas 1938 in „transition“ (Nr. 27) Franz Kafkas Zeichnungen veröffentlicht, ohne dass diese Max Brod zugeschrieben wurden: „Sketches by Franz Kafka, Courtesy Max Brod“.
Darüber hinaus führt Herausgeber Jolas im „Glossary“ des „Fluviana“-Heftes noch eigens die ins Englische übersetzten Bezeichnungen von zwei Dutzend Exponaten des „Salzach Museums“ an und schließt mit dem Hinweis, dass die Schaustücke von Adolph Fischer fotografiert wurden:

„The river pictures published in this number were discovered by Mr. James Joyce during a visit in Raitenhaslach, Austria, last summer. They represent tree-roots collected by a resident from the mass washed up in the Salzach River. Some of the names he has given these curious formations of nature are: „Serpent which seduced Eve“; „Nine-headed Hydra“; „Seadog“; „Sea-Spider“; „Leech“; „Gazelle-Head“; „Mammoth-Head“; „River Eel“; „Club-Foot“; „Flat-Foot“; „Staff of the Wandering Jew“; „Lizard“; „Sand-Viper“; „Snail“; „Nail of Noah’s Ark“; „Sea-Miss“; „King Serpent with Little Golden Crown“; „Pig’s Ear“; „Pincers“; „Sea-Lobster“. He also collected stone formations washed up in the river and gave them such names as these: „Adam’s Shoe-Last“; „Eve’s Flat Iron“; „Heart (lost in Heidelberg)“; „Stone of the Wise“. They were photographed by Adolph Fischer of Salzburg.“

Obwohl damit zweifelsfrei dargelegt ist, von wem die Schaustücke ausgewählt, benannt und fotografiert wurden, wurden die „Fluviana“ von einigen Kunsthistorikern und Literaturwissenschaftlern, die zwar die Fotografien gesehen, aber Jolas‘ dazugehörende Erläuterungen ignoriert haben, seit 1974 immer wieder zum Anlass genommen, Joyce zum Konzept- bzw. Objektkünstler zu erklären, der er nicht war.

## Die legitimen Fluviana-Konzeptkünstler
So man die „Fluviana“-Fotografien als Konzeptkunstwerke betrachtet, ist ihr Urheber der bildende Künstler Adolph Johannes Fischer, der die Strandgut-Exponate des „Salzach-Museums“ fotografierte und unter dessen Namen die Fotos 1929 in „transition“ veröffentlicht wurden. So man die Schaustücke des „Salzach-Museums“ als Konzeptkunstwerke sieht, ist Johann Baptist Pinzinger, der Gründer des „Salzach-Museums“ der legitime „Fluviana“-Konzeptkünstler. Hätte Joyce die „Fluviana“ tatsächlich als sein Werk betrachtet, wären sie 1933 unter seinem Namen in der „transition Bibliographie“ (transition, Nr. 22) verzeichnet worden. Umso mehr, als dort sogar eine Fotografie einer Druckfahne von „Work in progress“ unter seinem Namen angeführt wird. Tatsächlich werden die „Fluviana“ unter dem Namen „Fischer“ verzeichnet, womit die seit 1974 wiederholt erfolgte, aber irrige Zuschreibung der „Fluviana“ zu Joyce gemeinsam mit allen darauf aufbauenden Interpretationen haltlos ist.

## Titel der Schwemmgut-Exponate des „Salzach-Museums“

Johann Baptist Pinzingers Gastwirtschaft zur Griesmühle in Raitenhaslach (1906)

Nachfolgend sind die Titel aufgelistet, die Hans Pinzinger („Most-Hans“) den Schaustücken seines „Salzachmuseums“ gegeben hat:
1. Siebenköpfige Hydra,
2. Der linke Fuß von Kaiser Karl aus dem Untersberg,
3. Ein vorsintflutlicher Mamutschädel,
4. Dem Simson sein Ohrwaschl,
5. Ein Gamskopf,
6. Eine Brillenschlange,
7. Ein Fläschchen mit einem Teil der Ägyptischen Finsternis,
8. Das Auge des Gesetzes,
9. Ein Brettl, wie es manche Leute vor dem Kopf tragen,
10. Eine Kralle vom Tazelwurm,
11. Ein Fläschchen Locarnogeist, je mehr man schüttelt desto trüber wird es,
12. Gambskrikl,
13. Dem Adam sein Schuhleisten,
14. Gehirnschwundbazillus,
15. Dem Mussolini sein' Nas'n, wie sie damals angeschossen wurde,
16. Einen in der Salzach gefangenen elektrischen Zitteral von 110 Volt,
17. Ein Holznagel von der Arche Noa,
18. Das Nasenbein eines Einhorns,
19. Ein Seehund aus der Salzach,
20. Ein Meerfräulein aus der Salzach,
21. Ein Tomahack,
22. Garzellen Geweih,
23. Ein Plattfuß,
24. Verdrehte Beine eines Charlestontänzers,
25. Der letzte Stockzahn der Bergsennerin von der Hinterstoißer Alm,
26. Ein Stück von der Seife mit dem die Salzburger den schwarzen Stier weißwaschen wollten,
27. Holznagel von einem Salzschiff,
28. Der Kamm mit dem sich die Lorelei ihre roten Borsten ausgekämmt hat,
29. Ein Schraubenschlüssel vom Schmiednatzl von der Ramsau,
30. Der Schnellläufer von Hallein,
31. Das Herz, das in Heidelberg verlorenging,
32. Ein Stiefelchen der schönsten Jungfrau aus dem Salzburgischen,
33. Der Pfeil des Wilhelm Tell,
34. Ein paar Tropfen echten Salzburger Maurerschweiß, „eine Rarität“,
35. Der Zahn der Zeit,
36. Eine Schmiedzange vom Schmiednatzl von der Ramsau,
37. Eine Pistole,
38. Ein Klumpfuß,
39. Der Schuh eines Staatsbürgers, der allen steuerlichen Verpflichtungen nachgekommen ist,
40. Eine Schweinshaxe,
41. Der gordische Knoten,
42. Ein vorsintflutlicher Blutegel,
43. Eine Weinbergschnecke vom Raitenhaslacher Weinberg,
44. Ein junger Walfisch, der alte hat Jonas verschluckt,
45. Der Eva ihr Bügeleisen,
46. Der letzte Brotwecken aus der Arche Noah,
47. Die Keule vom Schmied von Kochl,
48. Geldbeutelschwindsuchtbazillus,
49. Eine Königsschlange mit dem goldenen Krönchen,
50. Eine vorsintflutliche Fledermaus,
51. Der Wanderstab des ewigen Juden,
52. Der Stein welcher dem Flieger Köhl vom Herzen fiel, als er Amerika erblickte,
53. Der Bart vom Kaiser Barbarossa,
54. Eine Sammlung von schönen und sehr seltenen Steinen aus der Salzach.